# 커넥트 엔터테인먼트의 음반
이 부분은 목록은 커넥트 엔터테인먼트에서 발표한 음반의 목록이다.

## 2019년 ~ 2023년
- 2019년 7월 25일 강다니엘 - Color On Me[1]
- 2019년 11월 25일 강다니엘 - [Digital Single] TOUCHIN'
- 2020년 3월 24일 강다니엘 - CYAN[2]
- 2020년 4월 23일 강다니엘 - [Digital Single] For The Love Of 대한민국[3]
- 2020년 6월 19일 강다니엘 - 편의점 샛별이 OST Part.1[4]
- 2020년 8월 3일 강다니엘 - MAGENTA[5]
- 2021년 1월 15일 강다니엘 - [Digital Single] State of Wonder[6]
- 2021년 2월 16일 강다니엘 - [Digital Single] Paranoia
- 2021년 4월 13일 강다니엘 - YELLOW[7]
- 2021년 5월 13일 강다니엘 - [Digital Single] Outerspace
- 2021년 8월 24일 CL - [Digital Single] SPICY[8]
- 2021년 9월 8일 CL - [Digital Single] SPICY (Remix)
- 2021년 9월 29일 CL - [Digital Single] Lover Like Me[9]
- 2021년 10월 13일 챈슬러 - Chancellor
- 2021년 10월 22일 CL - ALPHA
- 2021년 11월 7일 챈슬러 - [Digital Single] Beautiful[10]
- 2021년 11월 16일 강다니엘,챈슬러 - [Digital Single] 싸이월드 BGM 2021
- 2021년 11월 24일 유주 - [Digital Single] 싸이월드 BGM 2021
- 2021년 12월 23일 챈슬러 - [Digital Single] D.O.P.E[11]
- 2022년 1월 18일 유주 - REC.
- 2022년 1월 26일 챈슬러 - 너와 나의 경찰수업 OST Part.1
- 2022년 3월 9일 강다니엘 - 너와 나의 경찰수업 OST Special
- 2022년 4월 29일 강다니엘 - [Digital Single] Ready to ride
- 2022년 5월 24일 강다니엘 - The Story
- 2022년 6월 13일 유주 - 오싹한 동거 OST Part.1
- 2022년 6월 20일 강다니엘 - [Digital Single] Move Like This[12]
- 2022년 6월 28일 CL - 아기상어 올리와 윌리엄 OST (Special Track)
- 2022년 7월 16일 유주 - 클로저스 OST : Paradise
- 2022년 7월 28일 유주 - [Digital Single] 이브닝
- 2022년 8월 13일 챈슬러 - Listen-Up(리슨업) EP.3[13]
- 2022년 9월 29일 유주 - 월수금화목토 OST Part.1
- 2022년 10월 29일 챈슬러 - [Digital Single] 천천히
- 2022년 11월 24일 강다니엘 - The Story : Repackage Retold
- 2022년 12월 16일 강다니엘 - 술꾼도시여자들2 OST Part.2
- 2023년 1월 26일 강다니엘 - [Digital Single] Look Where We Are[14]
- 2023년 3월 7일 유주 - O
- 2023년 3월 23일 유주 - [Digital Single] 행복지수[15]
- 2023년 6월 7일 강다니엘 - [Digital Single] WASTELAND[16]
- 2023년 6월 19일 강다니엘 - REALIEZ
- 2023년 7월 23일 유주 - [Digital Single] 비긴어게인 오픈마이크 EPISODE. 39[17]
- 2023년 8월 16일 유주 - [Digital Single] Rewind
- 2023년 9월 20일 유주 - [Digital Single] 따라랏
- 2023년 11월 12일 유주 - [Digital Single] No Way[18]
- 2023년 12월 9일 유주 - 열녀박씨 계약결혼뎐 OST Part.3